# Nguyễn Văn Chuyên
Nguyễn Văn Chuyên là phó giáo sư , tiến sĩ, Trung tướng Công an nhân dân Việt Nam. Ông nguyên là Phó Tổng cục trưởng Tổng cục Hậu cần - Kỹ thuật, Bộ Công an (Việt Nam).

## Tiểu sử
Từ năm 1980 đến năm 1985, ông được nhà nước Việt Nam cử đi học tại Học viện Điều tra Volgograd, Nga.
Tháng 3 năm 2017, ông là Thiếu tướng Công an nhân dân Việt Nam, Phó Bí thư Đảng ủy, Phó Tổng cục trưởng Tổng cục Hậu cần - Kỹ thuật, Bộ Công an (Việt Nam).
Tháng 6 năm 2017, ông là Thiếu tướng Công an nhân dân Việt Nam, Phó Tổng cục trưởng, Trưởng Ban Vì sự tiến bộ Phụ nữ, Công tác Gia đình và Trẻ em Tổng cục Hậu cần - Kỹ thuật, Bộ Công an (Việt Nam).
Tháng 3 năm 2018 đến 08 năm 2018, ông là Trung tướng Công an nhân dân Việt Nam, Phó Tổng cục trưởng Tổng cục Hậu cần - Kỹ thuật, Bộ Công an (Việt Nam).

## Phong tặng

### Lịch sử thụ phong quân hàm
- Thiếu tướng Công an nhân dân Việt Nam
- Trung tướng Công an nhân dân Việt Nam (năm 2017 hoặc 2018)

## Kỷ luật
Chiều ngày 27 tháng 7 năm 2018, Ủy ban Kiểm tra Trung ương Đảng Cộng sản Việt Nam phát đi thông cáo cho biết Trung tướng Nguyễn Văn Chuyên, Phó Tổng cục trưởng Tổng cục Hậu cần - Kỹ thuật Bộ Công an, Chủ nhiệm Ủy ban kiểm tra Đảng ủy Tổng cục, bị đề nghị kỉ luật Đảng do có sai phạm nghiêm trọng trong việc sử dụng đất an ninh và tài sản công. Ông buộc phải cung chịu trách nhiệm trong các sai phạm nghiêm trọng của Ban thường vụ Đảng ủy Tổng cục Hậu cần - Kỹ thuật, Bộ Công an (vi phạm nguyên tắc tập trung dân chủ và quy chế làm việc), đồng thời chịu trách nhiệm cá nhân trong việc thực hiện nhiệm vụ được giao.